# Theodora (thế kỷ IX)

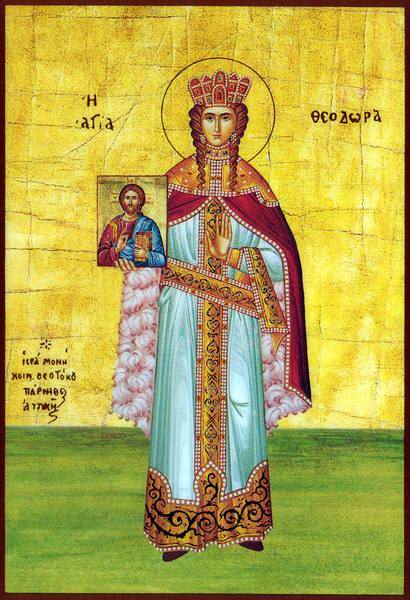
Theodora được miêu tả như một vị thánh, trong một biểu tượng tôn giáo của Hy Lạp vào thế kỷ 19.

Theodora (tiếng Hy Lạp: Θεοδώρα, khoảng 815 – sau 867) là Hoàng hậu Đông La Mã và là vợ của Hoàng đế Đông La Mã Theophilos, đồng thời cũng là nhiếp chính cho thái tử Mikhael III từ sau cái chết của Theophilos vào năm 842 đến 855. Theodora được biết đến là người đã chấm dứt sự bài trừ thánh tượng trong lòng Đế quốc Đông La Mã và khôi phục lòng tôn kính các biểu tượng tôn giáo, vì vậy mà bà được thờ phụng như một vị thánh trong Giáo hội Chính Thống giáo Đông phương; ngày 11 tháng 2 được chọn làm ngày lễ của bà. Theodora còn là người bảo trợ các vị Thánh của Giáo hội.

## Gia đình

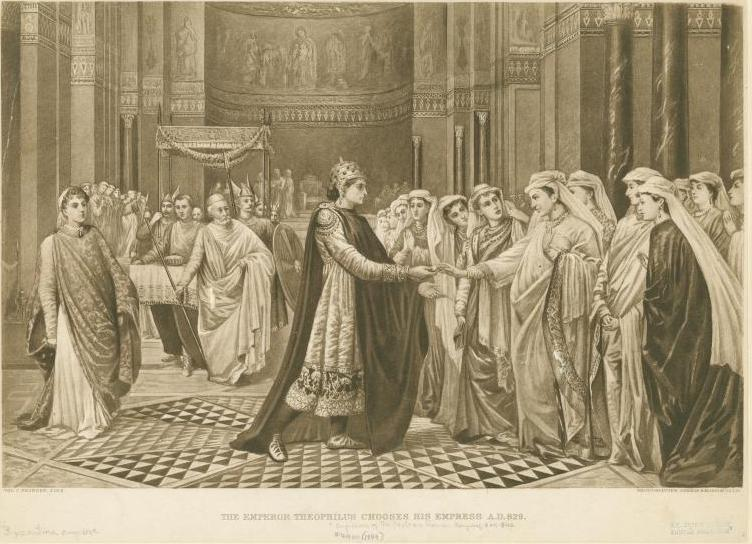
Một bức tranh vẽ thời hiện đại miêu tả buổi tuyển chọn cô dâu của Theophilos.

Vốn xuất thân từ Paphlagonia, Theodora là nhà quý tộc gốc Armenia. Tên gọi của cha mẹ bà được gìn giữ trong Theophanes Continuatus, một bộ biên niên sử nối tiếp do Theophanes Confessor viết ra. Cha của bà là Marinos, một drungarios, và mẹ là Theoktiste Phlorina. Một số nhà phả hệ học đương đại bao gồm Cyril Toumanoff và Nicholas Adontz, đã gợi ý mối liên kết của gia đình Theodora với dòng họ quý tộc Mamikonia gốc Armenia. Theo lời Nina Garsoïan trong bộ từ điển Oxford Dictionary of Byzantium thì "nghe qua có vẻ hấp dẫn, dù luận đề này không thể chứng minh được vì thiếu nguồn tư liệu." Do đó giới phả hệ học đã gán cho Marinos thuộc về dòng dõi Mamikonia; ông cũng có thể là con của Artavazd Mamikonia, ngời đứng đầu dòng tộc này vào những năm 770. Artavazd cầm đầu một cuộc nổi loạn có quy mô lớn ở Armenia chống lại nhà Abbasid để rồi về sau bị đè bẹp trong trận Bagrevand năm 775, kể từ đó cả gia tộc mất đi quyền lực, và nhiều người trong số các thành viên trong dòng họ này đã tìm đường trốn tránh sang Byzantium. Manuel gốc Armenia, một vị tướng hàng đầu của Theophilos, chính là chú của bà. Theodora là một người em gái của Bardas và Petronas. Theophanes cũng ghi chép lại về ba chị em: Kalomaria, Sophia và Irene. Irene theo như đồn đại là đã kết hôn với Sergios, anh trai của Thượng phụ Photios I thành Constantinopolis.

## Hôn nhân

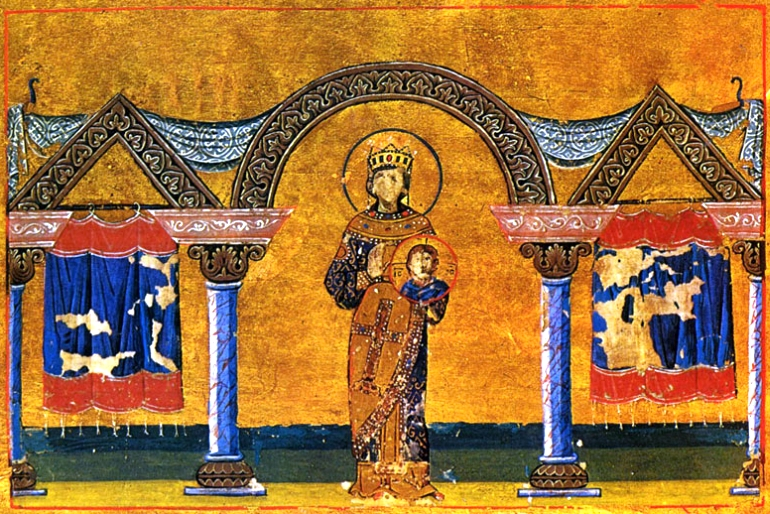
Theodora như mô tả trong cuốn Menologion của Basileios II

Năm 829, Theophilos chính thức lên ngôi hoàng đế. Ông mới có mười sáu tuổi và chưa lập gia đình. Năm sau kế mẫu Euphrosyne liền tuyên bố tổ chức buổi tuyển dâu. Những ứng viên tiềm năng từ mỗi tỉnh sẽ rời khỏi quê hương của họ để tới kinh thành Constantinopolis dự tuyển, Theodora nằm trong số đó. Nhà thơ Kassia được cho là đã tham gia vào vụ việc này. Buổi tuyển chọn cô dâu diễn ra vào tháng 5 năm 830, và Theodora đã được chọn làm hoàng hậu, có lẽ do ý muốn từ người mẹ chồng mới của bà. Hôn lễ mau chóng diễn ra vào ngày 5 tháng 6 năm 830 tại Hagia Sophia. Euphrosyne sớm rút về một tu viện an dưỡng tuổi già và Theodora được xem là Augusta duy nhất.
Gia đình của Theodora cùng đi theo bà vào cung. Anh em trai trở thành những quan viên trọng yếu trong triều và chị em gái thì được gả vào tầng lớp quý tộc triều đình. Trong cuộc hôn nhân của mình, bà đã sinh cho Theophilos năm con gái và hai con trai, đứa nhỏ trong số đó đã trở thành vị hoàng đế tương lai Mikhael III. Bất chấp một thực tế rằng Theophilos là một người bài trừ thánh tượng, Theodora vẫn kiên quyết giữ vững lòng tôn kính các biểu tượng tôn giáo mà bà giữ lại trong phòng mình tại hoàng cung. Một câu chuyện kể lại rằng một tên người hầu đã chứng kiến sự thờ phụng hình ảnh các thánh của bà và đi báo lại với hoàng đế. Khi người chồng đối chất với bà về sự việc này, Theodora nói rằng bà chỉ là đang "chơi với những con búp bê." Hai trong số các biểu tượng của Theodora vẫn còn được lưu giữ tại tu viện Vatopedi trên núi Athos đến ngày nay và được gọi là "Búp bê của Theodora". Chúng được đem trưng bày hàng năm vào ngày Chủ Nhật Chính Thống giáo.
Chính bản thân hoàng hậu Theodora được cho là đã can thiệp vào việc giải cứu Lazarus Zographos thoát khỏi những đòn tra tấn dã man từ chồng mình. Du vậy niềm tin tôn giáo đối nghịch gây căng thẳng đến mối quan hệ giữa hai vợ chồng vẫn còn mơ hồ. Sức khỏe của Theophilos ngày càng yếu dần và ông đã qua đời vào ngày 20 tháng 1 năm 842 ở độ tuổi hai mươi chín.

## Nhiếp chính

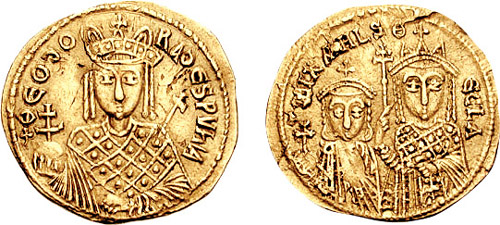
Đồng tiền xu solidus vàng dưới thời kỳ nhiếp chính của Theodora, chân dung thái hậu ở mặt trên cùng thái tử Mikhael, vị hoàng đế trên danh nghĩa, và cô con gái Thekla ở mặt sau.

Sau cái chết của chồng mình, Theodora buộc phải đứng ra làm nhiếp chính thay cho đứa con trai còn nhỏ tuổi Mikhael. Bà đã gạt bỏ chính sách tôn giáo của Theophilos và triệu tập một công đồng dưới quyền Thượng phụ Methodios, theo đó thì việc tôn kính chứ không phải tôn thờ, các biểu tượng tôn giáo (hình ảnh của Chúa Giêsu Kitô và các thánh) cuối cùng cũng được khôi phục và các giáo sĩ thuộc phái bài trừ thánh tượng đều bị phế bỏ không được tin dùng.
Theodora điều hành chính sự bằng một bàn tay sắt đá và thận trọng; bà lấp đầy ngân khố hoàng gia và ngăn cản nỗ lực xâm lược của người Bulgaria. Tuy rằng dưới thời kỳ nhiếp chính của Theodora lại khởi đầu bằng việc đàn áp mạnh mẽ thành phần dị giáo Paulicianos. Do mải mê duy trì quyền lực của mình mà Theodora đã vô tình sao lãng việc giáo dục vị tiểu hoàng đế Mikhael III, do vậy bà phải chịu trách nhiệm cho những nhân vật đầy gợi cảm mà Mikhael đã triển khai dưới tầm ảnh hưởng của hoàng thúc Bardas, anh trai của Theodora có chung huyết thống Mamikonia.
Theodora đã cố gắng trong vô vọng để tranh giành quyền hành của Bardas; cho đến năm 855 Bardas xúi giục hoàng đế Mikhael III thay thế quyền nhiếp chính của thái hậu và sau đó kết án bà vì có mưu đồ chống lại Bardas nên bị đày đến tu viện Gastria. Thái hậu qua đời sau khi Bardas bị ám sát trong tay Basileios I, do đó chứng kiến sự kết thúc của triều đại mà bà đã khó nhọc gìn giữ. Theodora cũng được Giáo hội Chính Thống giáo Đông phương phong thánh nhằm tưởng thưởng cho lòng nhiệt thành của bà nhân danh sự phục hồi các biểu tượng tôn giáo như đối tượng của lòng tôn kính thánh linh. Do vậy các tín hữu Chính Thống giáo đã lấy ngày 11 tháng 2 là ngày lễ kỷ niệm bà.

## Con cái

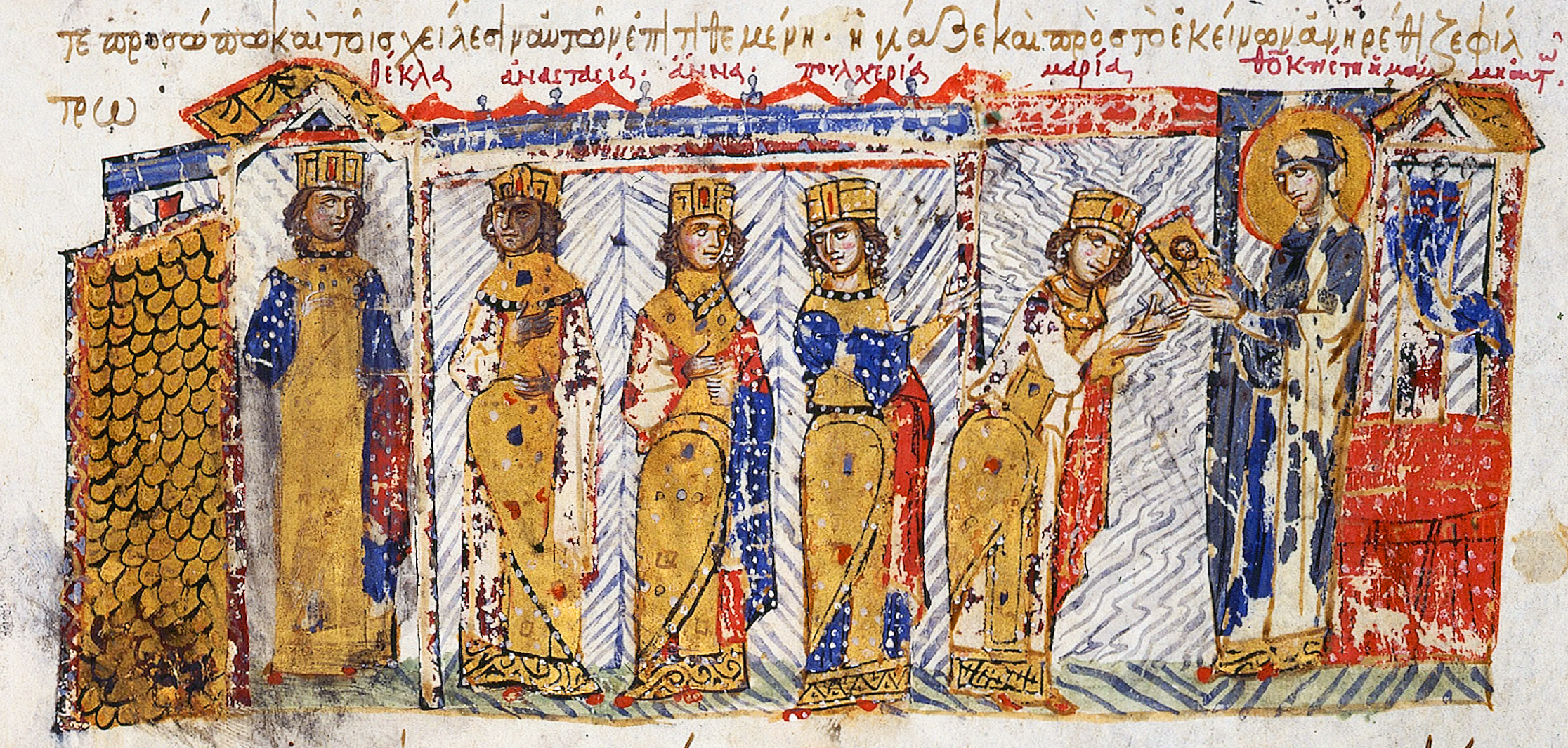
Các cô con gái của Theodora được bà ngoại Theoktiste dạy dỗ việc tôn kính thánh tượng. Bức tiêu họa lấy từ cuốn Madrid Skylitzes.

Theodora có với Theophilos bảy đứa con. Danh sách sau đây do Theophanes đưa ra theo thứ tự như sau:
- Konstantinos, đồng hoàng đế từ khoảng năm 833 đến khoảng năm 835.
- Thekla (sinh khoảng 831 – sau 867). Bà được phong làm Augusta và hình ảnh của Thekla còn xuất hiện trong những đồng tiền đúc dưới thời thái hậu nhiếp chính. Về sau bị hoàng đệ Mikhael đày vào một tu viện. Thekla chẳng bao giờ được triệu hồi về cung và từng là tình nhân của Hoàng đế Basileios I gốc Makedonia.
- Anna (sinh khoảng 832). Bị đày đến tu viện Gastria. Không bao giờ được triệu hồi về cung.
- Anastasia (sinh khoảng 833). Bị đày đến tu viện Gastria. Không bao giờ được triệu hồi về cung.
- Pulcheria (sinh khoảng 836). Bị đày đến tu viện Gastria. Không bao giờ được triệu hồi về cung.
- Maria (sinh khoảng 838). Gả cho Caesar Alexios Mosele. Người chồng được giao chức tư lệnh quân Đông La Mã ở Sicilia nhưng về sau bị buộc tội âm mưu giành ngôi. Buộc phải rút khỏi chính trường lui về sống trong một tu viện. Maria đã không còn sống vào năm 856 chị em bà đã bị trục xuất khỏi triều đình.
- Mikhael III (19 tháng 1, 840 – 23 tháng 9/24 tháng 9, 867), thừa kế ngôi vị.

## Di hài
Di hài không bị thối rửa của Hoàng hậu St. Theodora được gìn giữ tại Nhà thờ chính tòa Trọng kính Thánh Theotokos Speliotissis ở Corfu, Hy Lạp. Di thể còn được đưa rước trong buổi diễu hành vào ngày Chủ nhật ăn mừng Chính Thống giáo, tuần Chay lớn vào ngày Chủ nhật.